# 21 avril 1901
Le dimanche 21 avril 1901 est le 111e jour de l'année 1901.

## Naissances
- Alfred Giess (mort le 26 septembre 1973), peintre français
- Geneviève Félix (morte le 12 novembre 1980), actrice française
- Gladys Mitchell (morte le 27 juillet 1983), écrivaine britannique
- Ignacio Ribas Marqués (mort en 1996), chimiste espagnol
- Theodor Eversmann (mort le 1er septembre 1969), personnalité politique allemande
- William Ferrari (mort le 10 septembre 1962), directeur artistique américain

## Événements
- Découverte de l'astéroïde (470) Kilia